# 土星人襲来
『土星人襲来』（どせいじんしゅうらい）は、増田俊也の短編小説。
『NOVA 書き下ろし日本SFコレクション』（河出書房新社）の第7巻（2012年刊行）に収録されている。

## 概要
創元SF短編賞（東京創元社主催）最終候補に残った作品を改稿の上、『NOVA 書き下ろし日本SFコレクション』に書き下ろしで収録された。この『NOVA』シリーズはシリーズ10巻で、2013年に第44回星雲賞自由部門を受賞、2014年には第31回日本SF大賞特別賞を受賞した。
重厚な作品が多い増田の作品中で最もスラップスティックに振り切った一編である。崇拝する筒井康隆の影響が大きく出ている。

## ストーリー
宮城県仙台市の繁華街のファッションヘルスで働く、小野崎志穂（源氏名はアンナ）が主人公。東北大学理学部大学院で土星を専門とする研究者である志穂は幼い頃に父を亡くしているので、母を地元の徳島県に残して仙台市へやってきた。そして、このファッションヘルスで働きながら、学費と生活費を稼いでいる。
ある日、若い客についた志穂は突然本名で呼ばれ、驚く。本名を知っているということは、東北大学の学生に違いない。問い詰められた客は、「僕は土星人です。土星の大学の大学院博士課程にいて地球民族進化学を専門にしている」と言う。どう見ても人間にしか見えない青年の姿に、志穂は問い詰めていく。はたして青年は本当に土星人なのか。